# Мельхусский мост
Мельхусский мост (норв. Melhusbrua) — автомобильный мост через реку Гёула, расположенный к югу от города Мельхус, административного центра коммуны Мельхус в фюльке Сёр-Трёнделаг, Норвегия. 
Решение о строительстве моста было принято 21 декабря 1994 года, чтобы вывести шоссе 708 (норв. Fylkesvei 708) и европейский автомобильный маршрут E06 за пределы города Мельхус. Мельхусский мост был открыт 12 июня 2003 года, как часть 708 шоссе, а новая секция и выход к мосту с E06 в обход Мельхуса 23 сентября 2004 года и 1 сентября 2005 года.